# Миний
Миний (др.-греч. Μινύας) — в древнегреческой мифологии царь города Орхомен в Беотии. Его имя сближают с именем царя Миноса. Кроме того, с его именем связано название народа минийцев, населявшего часть материковой Греции ещё до прихода греков.
Сведения о его родословной весьма противоречивы.
Согласно одной версии, сын Посейдона и Еврианассы. Отец Климены. Согласно Аполлонию Родосскому, сын Эола, основатель Орхомена, отец Климены. По другой версии, сын Хриса, правил миниями. Отец Орхомена. По другим версиям, сын Этеокла, Арея и др., муж Тритогенеи или Клитодоры, отец Орхомена, Пресбона, Афаманта, Диохтона и дочерей. По Гесиоду, отец Андрея.
Сын Орхомена, отец трех Миниад. За насмешки над Дионисом его дочери были наказаны богом виноделия, превратившим их в летучих мышей. Сокровищницу Миния и его могилу показывали в Орхомене.